# فهرست گل‌های ملی زیکو
آرتور آنتونس کویمبرا یک فوتبالیست حرفه ای و بازنشسته برزیلی است. در زیر فهرستی از تمام گلهای بین‌المللی او برای تیم ملی فوتبال برزیل به ثمر رسیده‌است. زیکو با ۴۸ گل، پنجمین گلزن برتر برزیل است.

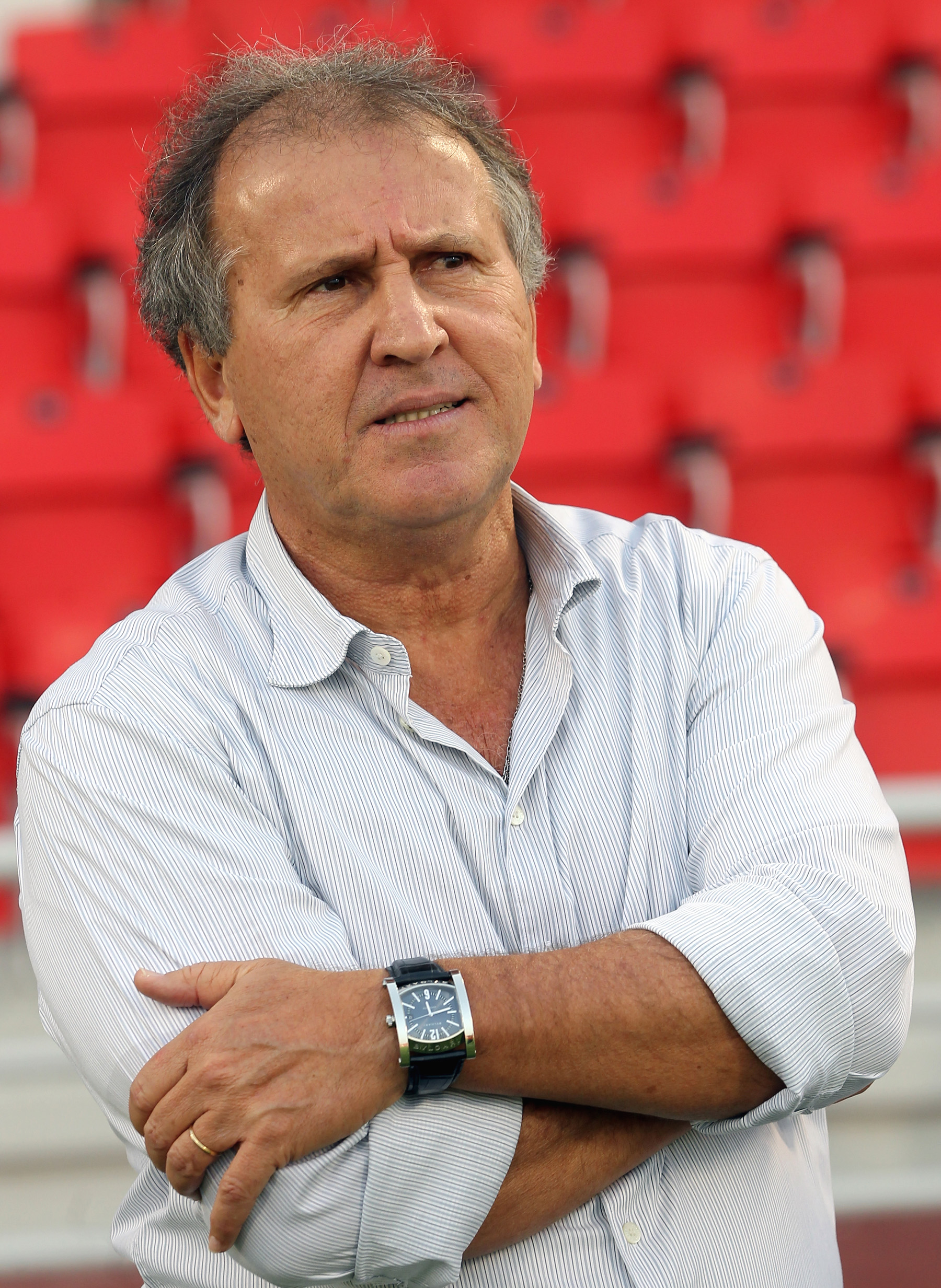
زیکو در ۷۱ بازی ملی ۴۸ گل برای برزیل به ثمر رساند

## گل‌های ملی
| شماره | تاریخ           | میزبان                                       | همآورد             | زده | پایانی | هماوردی                              |
| ----- | --------------- | -------------------------------------------- | ------------------ | --- | ------ | ------------------------------------ |
| ۱.    | ۲۵ فوریه ۱۹۷۶   | ورزشگاه سنتناریو، مونته‌ویدئو، اروگوئه        | اروگوئه            | ۰-۱ | ۱–۲    | دوستانه                              |
| ۲.    | ۲۷ فوریه ۱۹۷۶   | ورزشگاه مونومنتال، بوئنوس آیرس، آرژانتین     | آرژانتین           | ۰-۲ | ۱–۲    | دوستانه                              |
| ۳.    | ۲۸ آوریل ۱۹۷۶   | ورزشگاه ماراکانا، ریو دو ژانیرو، برزیل       | اروگوئه            | ۱-۲ | ۱–۲    | دوستانه                              |
| ۴.    | ۳۱ مه ۱۹۷۶      | ورزشگاه یل بل، نیوهیون، , آمریکا             | ایتالیا            | ۱-۳ | ۱–۴    | دوستانه                              |
| ۵.    | ۹ ژوئن ۱۹۷۶     | ورزشگاه ماراکانا، ریو دو ژانیرو، برزیل       | پاراگوئه           | ۰-۱ | ۱–۳    | دوستانه                              |
| ۶.    | ۱ دسامبر ۱۹۷۶   | ورزشگاه ماراکانا، ریو دو ژانیرو، برزیل       | اتحاد جماهیر شوروی | ۰-۱ | ۰–۲    | دوستانه                              |
| ۷.    | ۹ مارس ۱۹۷۷     | ورزشگاه ماراکانا، ریو دو ژانیرو، برزیل       | کلمبیا             | ۰-۲ | ۰–۶    | مقدماتی جام جهانی ۱۹۷۸(منطقه آمریکا) |
| ۸.    | ۲۳ ژوئن ۱۹۷۷    | ورزشگاه ماراکانا، ریو دو ژانیرو، برزیل       | اسکاتلند           | ۰-۱ | ۰–۲    | دوستانه                              |
| ۹.    | ۱۴ ژوئیه ۱۹۷۷   | ورزشگاه اولیمپیکو، کالی، کلمبیا              | بولیوی             | ۰-۱ | ۰–۸    | مقدماتی جام جهانی ۱۹۷۸(منطقه آمریکا) |
| ۱۰.   | ۱۴ ژوئیه ۱۹۷۷   | ورزشگاه اولیمپیکو، کالی، کلمبیا              | بولیوی             | ۰-۲ | ۰–۸    | مقدماتی جام جهانی ۱۹۷۸(منطقه آمریکا) |
| ۱۱.   | ۱۴ ژوئیه ۱۹۷۷   | ورزشگاه اولیمپیکو، کالی، کلمبیا              | بولیوی             | ۰-۴ | ۰–۸    | مقدماتی جام جهانی ۱۹۷۸(منطقه آمریکا) |
| ۱۲.   | ۱۴ ژوئیه ۱۹۷۷   | ورزشگاه اولیمپیکو، کالی، کلمبیا              | بولیوی             | ۰-۶ | ۰–۸    | مقدماتی جام جهانی ۱۹۷۸(منطقه آمریکا) |
| ۱۳.   | ۱ مه ۱۹۷۸       | ورزشگاه ماراکانا، ریو دو ژانیرو، برزیل       | پرو                | ۰-۱ | ۰–۳    | دوستانه                              |
| ۱۴.   | ۱۷ مه ۱۹۷۸      | ورزشگاه ماراکانا، ریو دو ژانیرو، برزیل       | چکسلواکی           | ۰-۱ | ۰–۳    | دوستانه                              |
| ۱۵.   | ۱۴ ژوئن ۱۹۷۸    | ورزشگاه مالویناس آرژنتیناس، مندوسا، آرژانتین | پرو                | ۰-۳ | ۰–۳    | جام جهانی ۱۹۷۸                       |
| ۱۶.   | ۱۷ مه ۱۹۷۹      | ورزشگاه ماراکانا، ریو دو ژانیرو، برزیل       | پاراگوئه           | ۰-۳ | ۰–۶    | دوستانه                              |
| ۱۷.   | ۱۷ مه ۱۹۷۹      | ورزشگاه ماراکانا، ریو دو ژانیرو، برزیل       | پاراگوئه           | ۰-۴ | ۰–۶    | دوستانه                              |
| ۱۸.   | ۱۷ مه ۱۹۷۹      | ورزشگاه ماراکانا، ریو دو ژانیرو، برزیل       | پاراگوئه           | ۰-۵ | ۰–۶    | دوستانه                              |
| ۱۹.   | ۲ اوت ۱۹۷۹      | ورزشگاه ماراکانا، ریو دو ژانیرو، برزیل       | آرژانتین           | ۰-۱ | ۱–۲    | کوپا آمریکا ۱۹۷۹                     |
| ۲۰.   | ۱۶ سپتامبر ۱۹۷۹ | ورزشگاه دو موروبی، سائوپائولو، برزیل         | بولیوی             | ۰-۲ | ۰–۲    | کوپا آمریکا ۱۹۷۹                     |
| ۲۱.   | ۲۴ ژوئن ۱۹۸۰    | ورزشگاه مینیرو، بلو هوریزونته، برزیل         | شیلی               | ۰-۱ | ۱–۲    | دوستانه                              |
| ۲۲.   | ۲۹ ژوئن ۱۹۸۰    | ورزشگاه دو موروبی، سائوپائولو، برزیل         | لهستان             | ۱-۱ | ۱–۱    | دوستانه                              |
| ۲۳.   | ۳۰ اکتبر ۱۹۸۰   | ورزشگاه سرا دورادا، گویانیا، برزیل           | پاراگوئه           | ۰-۱ | ۰–۶    | دوستانه                              |
| ۲۴.   | ۳۰ اکتبر ۱۹۸۰   | ورزشگاه سرا دورادا، گویانیا، برزیل           | پاراگوئه           | ۰-۲ | ۰–۶    | دوستانه                              |
| ۲۵.   | ۸ فوریه ۱۹۸۱    | ورزشگاه اولیمپیکو، کاراکاس، ونزوئلا          | ونزوئلا            | ۰-۱ | ۰–۶    | مقدماتی جام جهانی ۱۹۸۲(منطقه آمریکا) |
| ۲۶.   | ۱۴ فوریه ۱۹۸۱   | ورزشگاه المپیک آتاهوالپا، کیتو، اکوادور      | اکوادور            | ۰-۱ | ۰–۶    | دوستانه                              |
| ۲۷.   | ۱۴ مارس ۱۹۸۱    | ورزشگاه سانتا کروز، ریبرآ پرتو، برزیل        | شیلی               | ۰-۱ | ۱–۲    | دوستانه                              |
| ۲۸.   | ۲۲ مارس ۱۹۸۱    | ورزشگاه ماراکانا، ریو دو ژانیرو، برزیل       | بولیوی             | ۰-۱ | ۱–۳    | مقدماتی جام جهانی ۱۹۸۲(منطقه آمریکا) |
| ۲۹.   | ۲۲ مارس ۱۹۸۱    | ورزشگاه ماراکانا، ریو دو ژانیرو، برزیل       | بولیوی             | ۰-۲ | ۱–۳    | مقدماتی جام جهانی ۱۹۸۲(منطقه آمریکا) |
| ۳۰.   | ۲۲ مارس ۱۹۸۱    | ورزشگاه ماراکانا، ریو دو ژانیرو، برزیل       | بولیوی             | ۱-۳ | ۱–۳    | مقدماتی جام جهانی ۱۹۸۲(منطقه آمریکا) |
| ۳۱.   | ۲۹ مارس ۱۹۸۱    | ورزشگاه سرا دورادا، گویانیا، برزیل           | ونزوئلا            | ۰-۴ | ۰–۵    | مقدماتی جام جهانی ۱۹۸۲(منطقه آمریکا) |
| ۳۲.   | ۱۲ مه ۱۹۸۱      | ورزشگاه ومبلی، لندن، انگلستان                | انگلستان           | ۰-۱ | ۰–۱    | دوستانه                              |
| ۳۳.   | ۱۵ مه ۱۹۸۱      | ورزشگاه پارک ده پرنس، پاریس، فرانسه          | فرانسه             | ۰-۱ | ۱–۳    | دوستانه                              |
| ۳۴.   | ۲۸ اکتبر ۱۹۸۱   | ورزشگاه المپیک مونتال، پورتو آلگری، برزیل    | بلغارستان          | ۰-۲ | ۰–۳    | دوستانه                              |
| ۳۵.   | ۳ مارس ۱۹۸۲     | ورزشگاه دو موروبی، سائوپائولو، برزیل         | چکسلواکی           | ۰-۱ | ۱–۱    | دوستانه                              |
| ۳۶.   | ۵ مه ۱۹۸۲       | ورزشگاه کاستلوآ، سائو لوئیس، برزیل           | پرتغال             | ۰-۳ | ۱–۳    | دوستانه                              |
| ۳۷.   | ۱۹ مه ۱۹۸۲      | ورزشگاه آرودا، رسیفی، برزیل                  | سوئیس              | ۰-۱ | ۱–۱    | دوستانه                              |
| ۳۸.   | ۲۷ مه ۱۹۸۲      | ورزشگاه پارکوسابیا، یوبرلاندیا، برزیل        | جمهوری ایرلند      | ۰-۷ | ۰–۷    | دوستانه                              |
| ۳۹.   | ۱۸ ژوئن ۱۹۸۲    | ورزشگاه بنیتو ویامارین، سویل، اسپانیا        | اسکاتلند           | ۱-۱ | ۱–۴    | جام جهانی ۱۹۸۲                       |
| ۴۰.   | ۲۳ ژوئن ۱۹۸۲    | ورزشگاه بنیتو ویامارین، سویل، اسپانیا        | نیوزیلند           | ۱-۱ | ۱–۴    | جام جهانی ۱۹۸۲                       |
| ۴۱.   | ۲۳ ژوئن ۱۹۸۲    | ورزشگاه بنیتو ویامارین، سویل، اسپانیا        | نیوزیلند           | ۰-۲ | ۱–۴    | جام جهانی ۱۹۸۲                       |
| ۴۲.   | ۲ ژوئیه ۱۹۸۲    | ورزشگاه سریا، بارسلون، اسپانیا               | آرژانتین           | ۰-۱ | ۱–۳    | جام جهانی ۱۹۸۲                       |
| ۴۳.   | ۸ ژوئن ۱۹۸۵     | ورزشگاه بیرا ریو، پورتو آلگری، برزیل         | شیلی               | ۰-۱ | ۱–۳    | دوستانه                              |
| ۴۴.   | ۸ ژوئن ۱۹۸۵     | ورزشگاه بیرا ریو، پورتو آلگری، برزیل         | شیلی               | ۰-۲ | ۱–۳    | دوستانه                              |
| ۴۵.   | ۱۶ ژوئن ۱۹۸۵    | ورزشگاه دفنسورس دل چاکو، آسونسیون، پاراگوئه  | پاراگوئه           | ۰-۲ | ۰–۲    | مقدماتی جام جهانی ۱۹۸۶(منطقه آمریکا) |
| ۴۶.   | ۳۰ آوریل ۱۹۸۶   | ورزشگاه آرودا، رسیفی، برزیل                  | یوگسلاوی           | ۰-۱ | ۲–۴    | دوستانه                              |
| ۴۷.   | ۳۰ آوریل ۱۹۸۶   | ورزشگاه آرودا، رسیفی، برزیل                  | یوگسلاوی           | ۲-۲ | ۲–۴    | دوستانه                              |
| ۴۸.   | ۳۰ آوریل ۱۹۸۶   | ورزشگاه آرودا، رسیفی، برزیل                  | یوگسلاوی           | ۲-۳ | ۲–۴    | دوستانه                              |

## آمار
| سال   | ک  | گل‌ها |
| ----- | -- | ---- |
| ۱۹۷۶  | ۹  | ۶    |
| ۱۹۷۷  | ۷  | ۶    |
| ۱۹۷۸  | ۱۱ | ۳    |
| ۱۹۷۹  | ۵  | ۵    |
| ۱۹۸۰  | ۵  | ۴    |
| ۱۹۸۱  | ۱۲ | ۱۰   |
| ۱۹۸۲  | ۱۱ | ۸    |
| ۱۹۸۳  | ۱  | ۰    |
| ۱۹۸۴  | ۰  | ۰    |
| ۱۹۸۵  | ۵  | ۳    |
| ۱۹۸۶  | ۵  | ۳    |
| مجموع | ۷۱ | ۴۸   |